# StandWithUs
StandWithUs (укр. Будьте з нами або Підтримуйте нас) — неприбуткова проізраїльська правозахисна організація, заснована в Лос-Анджелесі в 2001 році Роз Ротштейн, Джеррі Ротштейн та Естер Ренцер.
StandWithUs стала відомою як провідна проізраїльська правозахисна група. Вона має значну присутність в університетських кампусах по всій території США, Канади, Великої Британії, Південної Африки, Австралії та Бразилії. Організація займається боротьбою з антисемітизмом і дезінформацією, пов'язаною з Ізраїлем, одночасно просуваючи позитивний імідж країни. Вона навчає студентів проізраїльській адвокації, організовує протести, проводить рекламні кампанії на білбордах та подає скарги від імені студентів. StandWithUs активно працює над протидією кампаніям пропалестинського руху «Бойкот, дивестиція та санкції» (BDS) в університетських містечках та за їх межами. Організація також співпрацює з ізраїльським урядом у різних ініціативах.

## Історія
StandWithUs була заснована у 2001 році Роз Ротштейн, сімейним терапевтом з Лос-Анджелеса, батьки якої пережили Голокост, її чоловіком Джеррі Ротштейном та Естер Ренцер. За її словами, переломний момент для неї настав під час Другої інтифади, коли вона побачила викривлене, на її думку, висвітлення конфлікту у ЗМІ, особливо після вбивств Кобі Манделла та Йосефа Ішрана. Після зустрічей з десятками місцевих єврейських лідерів Ротштейн дійшла висновку, що не існує організації, яка б мала ресурси для «пояснення Ізраїлю», тому вона вирішила створити власну.
Ротштейн залишається виконавчим директором SWU. Вона двічі була названа одним з 50 найвпливовіших євреїв США за версією The Forward, а The Jerusalem Post назвав її одним з 50 найвпливовіших євреїв світу в 2016 році. У 2015 році до ради директорів організації входили Наті Сайдофф і Адам Мільштейн. Організація має команду з 80 юристів, які надають юридичні послуги pro bono студентам і викладачам, які стикаються з антисемітизмом або «антисемітизмом, замаскованим під антисіонізм».
SWU є членом коаліції «Ізраїль в університетах», а «Центр боротьби з антисемітизмом» є частиною StandWithUs. У 2020 році SWU та Ізраїльсько-американська рада (IAC) очолили безпартійний список на виборах до Всесвітнього сіоністського конгресу.
Станом на 2022 рік, StandWithUs має 18 офісів по всій території США та філії в Ізраїлі, Франції, Великій Британії, Австралії, Канаді, Південній Америці та Південній Африці.